# Sněžná (Krásná Lípa)

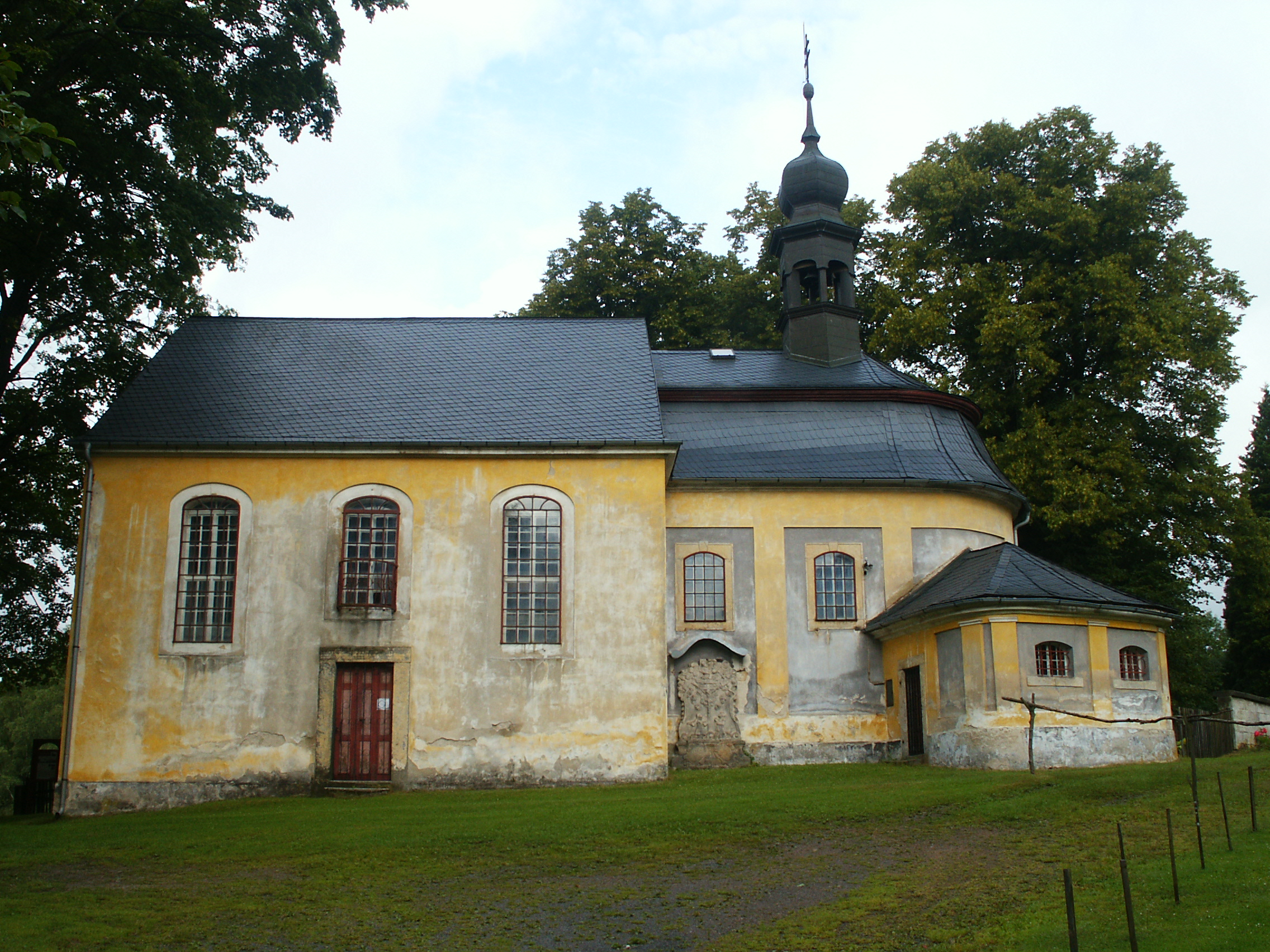
Chapelle de pèlerinage église Notre-Dame des Neiges.

Sněžná (en allemand : Schnauhübel) est un quartier de Krásná Lípa dans le district de Děčín (Okres Děčín) de la région d'Ústí nad Labem (Ústecký kraj).

## Géographie
Sněžná se trouve à l'extrémité ouest des saillant de Šluknov (cs) (Šluknovský výběžek), dans le nord de la Tchéquie, proche de la frontière avec l'Allemagne.

## Histoire
Le lieu est mentionné pour la première fois vers 1400 dans la chronique paroissiale de Brtníky (cs) (Zeidler).

## Culture
- L'église Notre-Dame des Neiges (cs) (Kostel Panny Marie Sněžné) : la chapelle de pèlerinage est située dans la partie nord du village. Depuis sa construction en 1732 par le couple Johann Christof et Maria Liebsch, des processions avaient lieu les jours de fête et à l'octave jusqu'à l'expulsion des Allemands. Un relief en pierre a été placé sur l'église en l'honneur du couple. La statue de Marie à l'intérieur de l'église est probablement une copie de l'image miraculeuse de Česká Kamenice : de simple femme, Marie devient la reine du ciel. Ce fait est représenté par le halo derrière sa tête et la couronne. En 1982, le cardinal Tomášek a visité Sněžná et célébré la messe lors d'un service festif, soulignant ainsi l'importance de ce lieu.
- Cimetière : il y a un cimetière derrière la chapelle de pèlerinage. À ce jour, il est utilisé presque exclusivement par la minorité germanophone. Onze pierres tombales commémorent les victimes de la Première Guerre mondiale.